# Droga wojewódzka nr 257
Droga wojewódzka nr 257 (DW257) – droga wojewódzka w województwie kujawsko-pomorskim o znaczeniu strategicznym.

## Charakterystyka
Droga łączy drogę wojewódzką nr 273 w Małej Nieszawce (a w szerszym znaczeniu: drogi krajowe 10, 15 i 91) z drogą krajową nr 80 w rejonie skrzyżowania Szosy Bydgoskiej, Szosy Okrężnej i ul. Broniewskiego w Toruniu. Droga ma łączną długość ok. 3,5 km. z czego ok. 800 m. znajduje się na południowym brzegu Wisły a ok. 2,200 m. na brzegu północnym. Pozostałe ok. 500 metrów to koryto Wisły - na tym odcinku droga pozbawiona jest ciągłości.
Droga została zaprojektowana jako miejsce rezerwowej przeprawy przez Wisłę w przypadku zniszczenia toruńskich mostów drogowego i kolejowego (koncepcja pochodzi z okresu PRL, gdy nowy most nie istniał). Podobne przeznaczenie ma droga wojewódzka nr 258, która jednakże będąc znacznie dłuższą i łącząc zamieszkałe tereny ma także znaczenie w czasie pokoju, podczas gdy DW 257 ma znaczenie na czas wojny (lub w sytuacjach awaryjnych).
Według koncepcji Miejskiego Zarządu Dróg w Toruniu droga ta, już wyznaczająca miejsce przeprawy przez rzekę i mająca umocnione przyczółki, miała zostać wykorzystana jako miejsce tymczasowej przeprawy podczas planowanego na drugą połowę 2019 i połowę 2020 remontu mostu drogowego. Ponieważ termin remontu mostu został opóźniony (być może także ze względu na epidemię COVID-19) most tymczasowy nie powstał zgodnie z planem, tj. wiosną 2020.